# Guanajuatit
Guanajuatit ist ein seltenes Mineral aus der Mineralklasse der Sulfide und Sulfosalze. Es kristallisiert im orthorhombischen Kristallsystem mit der Zusammensetzung Bi2Se3, ist also ein Bismutselenid.
Guanajuatit bildet nadelig-säulige, in Längsrichtung gestreifte Kristalle bis zu 2 cm Größe, die zu semikompakten Aggregaten zusammentreten. Viel häufiger findet er sich in derben Massen mit feinkörniger, blätteriger oder faseriger Struktur bzw. Textur und wird von Bismuthinit, gediegen Wismut, Clausthalit, Nevskit, Galenit, Pyrit und Calcit begleitet.
Die Typlokalität des Guanajuatits ist die „Santa Catarina Mine“ beim Rancho Calvillo unweit Santa Rosa, Sierra de Santa Rosa, Municipio Guanajuato, im Bundesstaat Guanajuato in Mexiko.

## Etymologie und Geschichte
«He dado el nombre de Guanajuatita á un mineral de Bismuto de la Sierra de Santa Rosa de este Mineral, que hace dos anos me fué presentado por primera vez por el jovén estudiante de Quimica en aquella época, D. Vicente Gomez Couto. Le he dado un nombre particular porque es una especie nueva, siguiendo en esto la costumbre de los mineralogistas y he elegido eses nombre parasignificar en él lugar de la procedencia del mineral.»

„Ich habe ihm einen bestimmten Namen gegeben, weil es sich um eine neue Art handelt. Dem Brauch der Mineralogen folgend haben ich diesen Namen gewählt, um den Ort zu bezeichnen, von dem das Mineral stammt.“

Wappen der Stadt Guanajuato, nach der das Mineral Guanajuatit benannt ist

In der in Guanajuato erscheinenden Zeitschrift La República, dem Periodico oficial del Gobierno del Estado de Guanajuato (deutsch Offizielle Zeitung der Regierung des Staates Guanajuato), wird in den Ausgaben vom 29. Juni und 13. Juli 1873 vom Professor für Chemie des „Colegio del Estado“ Don Vicente Fernandez ein neues Wismutmineral aus der Sierra de Santa Rosa vorgestellt, welches er nach dem Ort, in dem es gefunden wurde, als Guanajuatit (englisch Guanajuatite, spanisch Guanajuatita) benannte. Ihm war es zum ersten Mal circa zwei Jahren zuvor (also etwa Mitte 1871) von dem damaligen Chemiestudenten Vicente Gomez Couto vorgestellt worden.
Mehr oder weniger gleichzeitig mit den Veröffentlichungen von Fernandez erschien in der Zeitschrift La Naturaleza, dem Periodico cientifico de la Sociedad Mexicana de Historia Natural (deutsch Wissenschaftliche Zeitschrift der Mexikanischen Gesellschaft für Naturgeschichte) eine von Don Antonio del Castillo am 26. März 1873 verfasste Beschreibung eines neuen Bismut-Minerals als „un doble seleniuro de bismuto y zinc“ (deutsch ein doppeltes Selenid aus Wismut und Zink), welches später als „Selenwismuthzink“ bezeichnet wurde.
Castillo teilte mit, dass bereits einige Arrobas des Erzes an Hüttenbetriebe in Deutschland geschickt wurden. Darauf bezieht sich wahrscheinlich August Frenzel, als er mitteilte: Professor Winkler kennt das Mineral schon seit Jahren, es war ihm, als er noch Hüttenmeister in Pfannenstiel war, in die Hände gekommen. Das Mineral […] war früher nach Pfannenstiel, in den letzten Jahren an die Freiberger Hütten geliefert worden. Frenzel, der eine ausführliche mineralogische Beschreibung und chemische Untersuchung vorlegte, in dem Mineral aber keine Gehalte an Zink nachweisen konnte, nannte das Mineral „Selenwismuthglanz“. Wladimir Iwanowitsch Wernadski verwendete mit „Selenobismutit“ (russisch Селенобисмутить) die internationale Variante dieses Namens.
Eine Mixtur aus Guanajuatit und gediegen Wismut wurde „Silaonit“ genannt.
Um die umfangreichen Arbeiten von Frenzel zu würdigen, schlug Edward Salisbury Dana als Namen für das neue Mineral „Frenzelit“ vor, den er aber sieben Jahre später zugunsten des inzwischen als älter bekannt gewordenen „Guanajuatits“ zurückzog. Ignacy Domeyko wählte die Bezeichnung „Castillit“, da er del Castillo als den Entdecker und Erstbeschreiber ansah. Del Castillo hat seine Beschreibung tatsächlich drei Monate vor Fernandez veröffentlicht und wäre damit als Erstbeschreiber des Guanajuatits anzusehen – allerdings hat Fernandez das Mineral nach eigenen Angaben schon 1871 gekannt und wäre damit der Entdecker. Als Typpublikation wird die Veröffentlichung von Fernandez in La República betrachtet.
Typmaterial ist für das Mineral nicht definiert. Aufgrund der Entdeckung und Erstbeschreibung vor 1959 (vor fast 150 Jahren) zählt Guanajuatit zu den Mineralen, die von der International Mineralogical Association (IMA) als Grandfathered bezeichnet werden.

## Klassifikation
Bereits in der mittlerweile veralteten, aber noch gebräuchlichen 8. Auflage der Mineralsystematik nach Strunz gehörte der Guanajuatit zur Mineralklasse der „Sulfide und Sulfosalze“ und dort in die Abteilung der „Sulfide mit dem Stoffmengenverhältnis Metall : Schwefel, Selen, Tellur < 1 : 1“, wo er zusammen mit Bismuthinit, Horobetsuit (diskreditiert), Paxit und Stibnit (Antimonit) die Antimonit-Reihe mit der System-Nr. II/C.02 bildete.
Die seit 2001 gültige und von der International Mineralogical Association (IMA) verwendete 9. Auflage der Strunz’schen Mineralsystematik ordnet den Guanajuatit dagegen in die Abteilung der „Metallsulfide mit dem Stoffmengenverhältnis M : S = 3 : 4 und 2 : 3“ ein. Diese ist zudem weiter unterteilt nach dem genauen Stoffmengenverhältnis von Metall und Schwefel, so dass das Mineral entsprechend seiner Zusammensetzung in der Unterabteilung „M : S = 2 : 3“ zu finden ist, wo es zusammen mit Antimonselit, Bismuthinit, Metastibnit und Stibnit die „Stibnitgruppe“ mit der System-Nr. 2.DB.05a bildet.
Die im englischen Sprachraum gebräuchliche Systematik der Minerale nach Dana ordnet den Guanajuatit ebenfalls in die Klasse der Sulfide ein, dort allerdings in die Abteilung der „Sulfide – einschließlich Seleniden und Telluriden – mit der Zusammensetzung AmBnXp, mit (m+n):p=2:3“. Hier bildet er zusammen mit dem Leitmineral Stibnit sowie den weiteren Mitgliedern Bismuthinit und Antimonselit die „Stibnitgruppe (Orthorhombisch: Pbnm)“ mit der System-Nr. 02.11.02.

## Chemismus
Die von August Frenzel 1874 durchgeführte nasschemische Analyse an Guanajuatit ergab 67,38 % Bi; 24,13 % Se und 6,60 % S; Summe = 98,11 %. Eine Elektronenstrahlmikroanalyse an Guanajuatit führte zu 68,0 % Bi; 24,5 % Se und 6,6 % S; Summe = 99,1 %. Auf der Basis von fünf Atomen pro Formeleinheit wurde die empirische Formel Bi1,89(Se1,80S1,20)Σ=3,00 ermittelt, die zu Bi2Se3 idealisiert werden kann, welche 83,83 % Bi und 36,17 % Se erfordert.
Die alleinige Elementkombination Bi–Se, wie sie der offiziellen Formel der IMA für den Guanajuatit zu entnehmen ist, weisen unter den derzeit bekannten Mineralen (Stand 2021) nur Guanajuatit und Paraguanajuatit, beide Bi2Se3, auf. Ferner ist ein unbenanntes Bismutselenid (englisch Unnamed (Bi Selenide)) mit der Formel Bi4Se3 bekannt. Chemisch ähnlich sind Nevskit, Bi(Se,S), und Laitakarit, Bi4(Se,S)3.
Guanajuatit ist das Se-dominante Analogon zum S-dominierten Bismuthinit, Bi2S3, und zum Te-dominierten Tellurobismutit, Bi2Te3, das Bi-dominante Analogon zum Sb-dominierten Antimonselit, Sb2Se3, und zum As-dominierten Laphamit, As2Se3, sowie das Bi-Se-dominante Analogon zum Sb-S-dominierten Stibnit, Sb2S3, zum Sb-Te-dominierten Tellurantimon, Sb2Te3, und zum As-Te-dominierten Kalgoorlieit, As2Te3. Guanojuatit ist auch das Se-dominante Analogon zu den O-dominierten Dimorphen Bismit und Sphaerobismoit, beide Bi2O3 – was ein interessanter Hinweis darauf ist, dass sich Bismut sowohl chalkophil als auch lithophil verhalten kann.
Für Selen kann bis zu einem bestimmten Maß Schwefel in das Kristallgitter des Guanajuatits eingebaut werden. Bereits J. W. Earley hatte 1950 darauf hingewiesen, dass eine Reihe von pyro-synthetischen Komponenten, Bi2(S,Se)3, zeigt, dass Selen den Schwefel in der Bismuthinit-Struktur bis zu einem Se:S-Verhältnis von 1:1 in der ersetzen kann.
Die Gehalte an Schwefel in solchen Guanajuatiten einerseits und die Existenz von selenhaltigem Bismuthinit, Bi2(S,Se)3, andererseits zeigen ebenso wie auch Untersuchungen im System Bi2Se3 – Bi2S3, dass zwischen den beiden Phasen eine Mischkristallreihe existiert. Bei einigen dieser Untersuchungen sind sogar intermediäre Verbindungen nahe den Zusammensetzungen Bi2Se2S und Bi2SeS2 nachgewiesen worden. Nach Godovikov und Kollegen existiert bei Temperaturen oberhalb 500 °C eine Mischkristallreihe zwischen Bi2Se3 und Bi2S3, die von Bi2S3 mit bis zu 68 % Bi2Se3, und von Bi2Se3 bis zu 17 % Bi2S3 reicht. Die Mischungslücke vergrößert sich mit sinkenden Temperaturen bis zu 300 °C.

## Kristallstruktur
Guanajuatit kristallisiert im orthorhombischen Kristallsystem in der Raumgruppe Pnma (Raumgruppen-Nr. 62) mit den Gitterparametern a = 11,37 Å; b = 11,55 Å und c = 4,054 Å sowie vier Formeleinheiten pro Elementarzelle.
Guanajuatit und Bismuthinit sowie wohl auch Stibnit und Antimonselit sind isotyp (isostrukturell).
Guanajuatit wird als Hochtemperatur-Modifikation des Bi2Se3 angesehen. Die Verbindung Bi2Se3 ist dimorph: zum orthorhombischen Guanajuatit existiert mit Paraguanajuatit eine trigonale Modifikation, die in der Raumgruppe R3m (Nr. 166) kristallisiert.
Die Kristallstruktur des Guanajuatits entspricht der des Stibnits (Antimonits). Sie ist zweidimensional und besteht aus zwei in Richtung (001) orientierten Bi2Se3-Schichten. Es existieren zwei nicht äquivalente Bi3+-Positionen. In der ersten Bi3+-Position ist Bi3+ an fünf Se2−-Atome gebunden und bildet auf diese Weise verzerrte tetragonale BiSe5-Pyramiden. Diese besitzen gemeinsame Ecken mit zwei äquivalenten BiSe6-Oktaedern, gemeinsame Kanten mit drei äquivalenten BiSe6-Oktaedern sowie gemeinsame Kanten mit vier äquivalenten tetragonalen BiSe5-Pyramiden. In der zweiten Bi3+-Position ist Bi3+ an sechs Se2−-Atome gebunden und bildet so verzerrte BiSe6-Oktaeder. Diese besitzen gemeinsame Ecken mit zwei äquivalenten tetragonalen BiSe5-Pyramiden, gemeinsame Kanten mit vier äquivalenten BiSe6-Oktaedern sowie gemeinsame Kanten mit drei äquivalenten tetragonalen BiSe5-Pyramiden. Selen ist auf drei nicht äquivalenten Se2−-Positionen zu finden. Auf der ersten Se2−-Position ist Se2− in einer dreifach koordinierten Geometrie mit drei Bi3+-Atomen verknüpft. Auf der zweiten Se2−-Position ist Se2− an drei äquivalente Bi3+-Atome gebunden. Auf der dritten Se2−-Position ist Se2− an fünf Bi3+-Atome gebunden und bildet verzerrte tetragonale SeBi5-Pyramiden mit gemeinsamen Kanten.

## Eigenschaften

### Morphologie
August Frenzel beschrieb den Guanajuatit aus der Typlokalität als „in derben Massen von feinkörniger, blätteriger bis faseriger Textur Struktur auftretend, desgleichen krystallisiert“. Die stets langsäuligen Kristalle sind teils zu kompakten Massen verfilzt und verwachsen, teils auch einzeln einem sehr weichen, weißen Mineral – ein „Galapektit“ genannter Halloysit – eingewachsen, wobei dieses Mineral auch Hohlräume in und zwischen den Guanajuatit-Kristallen ausfüllt. Die kleinen, nadelig-säuligen Kristalle des Guanajuatits erinnern an Aikinit, sind schilfartig vertikal gestreift, oft gebogen und geknickt oder sogar zerrissen in Halloysit eingebettet. Sie sind prismatisch, aber durch die starke Längsstreifung nur undeutlich ausgebildet. An ihnen wurden die Pinakoide {100} und {010} sowie das Prisma parallel der a-Achse {110} identifiziert, während sich terminierende Flächen nicht beobachten lassen.

### Physikalische und chemische Eigenschaften
Die Farbe der Kristalle des Guanajuatits ist „gemeinbleigrau“ oder bläulichgrau. Die Strichfarbe ist immer grau und stark glänzend. Die Oberflächen des opaken Guanajuatits zeigen einen metallartigen Glanz.
Unter dem Polarisationsmikroskop ist das Mineral im reflektierten Licht weiß nach cremefarben (mit gelblichem Stich) und zeigt einen an Luft deutlichen, in Öl starken Reflexionspleochroismus von reinweiß parallel c über rosaweiß parallel a und blaugrauweiß parallel b. Bei gekreuzten Polaren ist eine starke Anisotropie (aber schwächer als beim Bismuthinit) mit wenig auffallenden Farberscheinungen zu erkennen. Das Mineral zeigt keine Innenreflexe.
Guanajuatit besitzt eine deutliche Spaltbarkeit nach {010} und eine undeutliche Spaltbarkeit nach {001}. Das Mineral verhält sich mild und ist sogar etwas schneidbar, zum Bruch existieren keine Angaben. Die Vickershärte für Guanajuatit wurde mit VHN10 = 53 – 82 kg/mm² ermittelt. Das entspricht einer Mohshärte von 2,53–3, womit Guanajuatit zu den weichen bis mittelharten Mineralen gehört, die sich ähnlich gut wie das Referenzmineral Calcit mit einer Kupfermünze ritzen lassen. Die gemessene Dichte für Guanajuatit beträgt 6,25–6,98 g/cm³, die berechnete Dichte 7,54 g/cm³.
Guanajuatit ist elektrisch leitend.

### Chemische Eigenschaften
Vor dem Lötrohr ist Guanajuatit auf Kohle leicht unter Blaufärbung der Flamme schmelzbar, wobei ein starker Selen-Geruch auftritt. Mit Jodkalium geschmolzen erhält man – auch ohne Zusatz von Schwefel, wegen des natürlichen Schwefel-Gehaltes) – einen roten Beschlag von Jodwismuth. In Königswasser (bei langsamer Erwärmung bis zum Sieden) löslich; ein zuerst bleibender roter Rückstand verschwindet bei wiederholter Behandlung. Von Zink ist nicht eine Spur vorhanden. Das (für die Auflichtmikroskopie wichtige) Ätzverhalten des Guanajuatits ist positiv für Salpetersäure, HNO3, (Schliff läuft an, Oberfläche wird rau) und negativ für Kaliumcyanid, KCN; Salzsäure, HCl; Eisen(III)-chlorid, FeCl3; und Kaliumhydroxid, KOH.

## Bildung und Fundorte
Guanajuatit findet sich typischerweise in bei niedrigen bis mittleren Temperaturen gebildeten hydrothermalen Lagerstätten. Erstmals gefunden wurde er in Wismuterze führenden Erzgängen in einer kontaktmetasomatischen Lagerstätte, die ca. 20 km von dem berühmten Grubenort mit seiner epithermalen Paragenese in oberflächennahen Quarz-Silbererz-Gängen in tertiären Brekzien entfernt ist.
Als seltene Mineralbildung konnte der Guanajuatit bisher (Stand 2021) erst von ca. 40 Fundpunkten beschrieben werden, „wenn auch ein Übersehen vielfach denkbar ist“.
Seine Typlokalität ist die „Santa Catarina Mine“ beim Rancho Calvillo unweit Santa Rosa, Sierra de Santa Rosa, Municipio Guanajuato, im Bundesstaat Guanajuato in Mexiko. Weitere Guanajuatit liefernde Gruben in Mexiko sind die der „Mina Santa Caterina“ benachbarten „Mina La Industrial“ und „Mina Nuestra Señora de la Luz“ sowie die „Mina Santa Bárbara“ bei El Cobre, Municipio Tepezalá im Bundesstaat Aguascalientes, und die „Mina Bilbao“ bei La Blanca, Municipio Ojocaliente im Bundesstaat Zacatecas.
Zu den anderen wichtigen Fundorten zählen:
- die „Grube Clara“ bei Oberwolfach im Schwarzwald, Ortenaukreis, Regierungsbezirk Freiburg, Baden-Württemberg[32]
- die „Grube Christa“, Sandgrube Großschloppen bei Kirchenlamitz, Landkreis Wunsiedel im Fichtelgebirge, Oberfranken, Bayern, Deutschland
- das Fluoritbergbaugebiet bei Wölsendorf, Gemeinde Schwarzach bei Nabburg, Landkreis Schwandorf, Oberpfalz, Bayern, Deutschland[33][34]
- die „Grube Roter Bär“ bei Sankt Andreasberg unweit Braunlage, Landkreis Goslar, Harz, Niedersachsen, Deutschland[35][36][37]
- der „Frische Lutter-Gang“ bei Bad Lauterberg im Harz, Landkreis Göttingen, Niedersachsen, Deutschland[38]
- „Eskaborner Stollen“ (?) bei Tilkerode im gleichnamigen Bergbaudistrikt, Harz, Sachsen-Anhalt, Deutschland
- ein Ausbiss von Fe-Cu-Sulfiden am Langsee (Vorarlberg), Untere Alpe Fresch, Silbertal, Bezirk Bludenz, Vorarlberg, Österreich[39]
- die Nagra-Bohrung bei Weiach, Bezirk Dielsdorf, Kanton Zürich, Schweiz[40]
- der Gang „Erzgeschrei“ (−330-m-Sohle) in Oberschlema im Lagerstättenrevier Niederschlema-Alberoda bei Schneeberg, Westerzgebirge, Sachsen, Deutschland[41][42]
- das 1 km NNE der „Buntmetall“-Ganglagerstätte Tschelopetsch liegende Prospektionsobjekt „Vozdol“, Tschelopetsch in der gleichnamigen Gemeinde, Oblast Sofia, Bulgarien
- der Gold-Tagebau der seit 2004 stillliegenden „Mine de Salsigne“, Salsigne, Arrondissement Carcassonne, Département Aude, Region Okzitanien, Frankreich
- die Lagerstätte „Paulus Mine“ bei Ocna de Fier (deutsch Eisenstein, ungarisch Vaskö) im „Ocna de Fier-Dognecea-District“, Kreis Caraș-Severin, Banat, Rumänien[43]
- das Vorkommen Gaching im Maletoyvayam-Erzfeld, Föderationssubjekt Region Kamtschatka, Ferner Osten, Russische Föderation[44][45]
- die W-Sn-Lagerstätte „Nevskoe“ (russisch Невское) und der Erzcluster „Seymchan“ (russisch Сеймчан), beide im Rajon Omsuktschanski, Oblast Magadan, Ferner Osten, Russland
- die Sn-W-Mo-Lagerstätte „Tigrinoe“ (russisch Тигриноө) im Erzdiskrikt Arminski, Region Primorje, Ferner Osten, Russland
- der Vulkan Kudrjawy (russisch Кудрявый) auf der Insel Iturup, Kurilen, Oblast Sachalin, Ferner Osten, Russland
- die Lagerstätte „Berjosowskoe“ (russisch Берёзовское), Berjosowski, Oblast Swerdlowsk, Föderationskreis Ural, Russland
- das Bergwerk „Srednyaya Padma“ (russisch шахта Средняя Падма) der Uran-Vanadium-Lagerstätte „Velikaya Guba“, Halbinsel Saoneschje (englisch Zaonezhie, russisch Заонежье), Rajon Medweschjegorsk, Republik Karelien, Russland
- das „Kupfer-Bergbaufeld Glava“ (Yttre Rud Mines) bei Glava in der Gemeinde Arvika, Värmlands län, Schweden[46]
- die Bolidengruvan im Skelleftefältet bei Boliden unweit von Skellefteå, Västerbottens län, Schweden
- die seit 1992 stillliegende „Falu gruva“ bei Falun, Kopparbergslagen, Dalarnas län, Schweden[9][47]
- die „Eldorado Mine“ im Port Radium District, Großer Bärensee, Nordwest-Territorien, Kanada
- die „Consolidated Nicholson Mines“, Ltd. gehörende, 3 km östlich von Goldfields im Goldfields District am Nordufer des Athabascasees liegende Grube „Nicholson No. 2“, Saskatchewan, Kanada
- die „Thompson Mine“, die „Essex Mine“ und die „Darwin Mine“ im Darwin Mining District, Darwin Hills, Inyo County, Kalifornia, USA
- ein unbenanntes Prospect bei Kirtley Creek im Kirtley Creek District, Lemhi County, Idaho, USA[9][48]
- die „Red Top Mine“ im Hilltop District, Lander County, Nevada, USA
- das Gold- und PGM-Bergwerk „Buraco do Ouro“ bei Cavalcante, Goiás, Brasilien[49]
- die „Mina Choquelimpie“, Gebiet von Ticnamar, Provinz Parinacota, Región de Arica y Parinacota, Chile[50]
- der Tagebau „Iron Monarch“, Iron Knob, Middleback Range, Eyre-Halbinsel, South Australia, Australien
- die „Juno Mine“ bei Tennant Creek, Barkly Region, Northern Territory, Australien
- die „Chesney Mine“, die „Gladstone Mine“, die „Great Cobar Mine“, die „New Cobar Mine“ und die „New Occidental Mine“, alle bei Cobar, Cobar Shire, Robinson County, New South Wales, Australien[51]

Typische Begleitminerale des Guanajuatits sind Halloysit (TL), Bismuthinit, gediegen Wismut, Clausthalit, Nevskit, Galenit, Pyrit, Calcit sowie Bohdanowiczit, Naumannit, Kalungait und gediegen Gold. Im angewitterten Zustand ist Guanajuatit oft von gediegen Selen überkrustet.

## Verwendung
Guanajuatit mit Endgliedzusammensetzung, Bi2Se3, besteht zu etwa 84 % aus Bismut und zu etwa 36 % aus Selen. Aufgrund seiner Seltenheit ist das Mineral als Rohstoff für diese chemischen Elemente jedoch ohne jede praktische Bedeutung, obwohl die Gruben um Guanajuatu Proben dieses Minerals zur Verhüttung nach Deutschland geliefert haben. Wie alle Selenminerale ist er aber nicht nur eine mineralogische Kuriosität, sondern kann als „Fingerprint“ für die Bildungsbedingungen wirtschaftlich bedeutender Lagerstätten von Metallen dienen.